# پناهگاه ملی حیات وحش بایو کوکودری
پناهگاه ملی حیات وحش بایو کوکودری در سال ۱۹۹۲ با هدف حفاظت از آخرین بازمانده‌های نسبتاً دست‌نخوردهٔ جنگل‌های سخت‌برگ پایین‌دست در درهٔ می‌سی‌سی‌پی سفلی تأسیس شد. این منطقهٔ جنگلی و تالابی شامل دریاچه‌های خمیده، مرداب‌ها، شاخابه‌ها و بایوهاست که به‌صورت فصلی میزبان بیش از ۱۵۰ گونه پرندهٔ مهاجر است؛ از جمله پرندگان جنگلی، پرندگان آبزی و پرندگان شکاری.
این پناهگاه با وسعت ۱۵٬۱۵۵ جریب (حدود ۶۱٫۳۳ کیلومتر مربع) در پریش کنکوردیا، ایالت لوئیزیانا، و در فاصلهٔ ۱۶ کیلومتری جنوب‌غربی شهر ویدالیا واقع شده است. نام آن برگرفته از رودخانهٔ منظره‌ای بایو کوکودری است که از میان این منطقه عبور می‌کند.
در سال ۱۹۹۱، سازمان «نِیچر کانسروِنسی» یک قطعهٔ اصلی به وسعت ۱۱٬۴۰۳ جریب (۴۶٫۱۵ کیلومتر مربع) را از شرکت چوب‌بری فیشر، زیرمجموعهٔ شرکت جنرال موتورز، خریداری کرد. این سازمان طی پنج سال بعد، زمین را به «سازمان خدمات ماهی و حیات وحش ایالات متحده» واگذار نمود. در ادامه، واحد «هوور اسلو» نیز به این پناهگاه افزوده شد.
جنگل‌های سخت‌برگ پایین‌دست در پناهگاه بایو کوکودری به‌عنوان یکی از آخرین و کم‌دست‌خورده‌ترین بازمانده‌های جنگل‌های وسیع تاریخی در امتداد رودخانهٔ می‌سی‌سی‌پی، از ایالت ایلینوی تا لوئیزیانا شناخته می‌شوند. این پناهگاه بخشی از یک دالان جنگلی حیات وحش است که توسط خرس سیاه لوئیزیانا مورد استفاده قرار می‌گیرد.

## گیاهان و جانوران
بخش عمده‌ای از پناهگاه بایو کوکودری را جنگل‌های سخت‌برگ شامل بلوط، صمغ و زبان‌گنجشک تشکیل می‌دهد. یک قطعهٔ ۱٬۰۰۰ جریبی (۴ کیلومتر مربعی) از این جنگل‌ها به‌عنوان منطقهٔ منابع طبیعی برای اهداف مطالعاتی تعیین شده است. زیستگاه‌های باقی‌مانده شامل تالاب‌هایی هستند که در زمستان میزبان پرندگان آبزی مهاجر مانند اردک کله‌سبز، اردک نوک‌پهن و اردک خالدار هستند.
اردک چوبی نیز در این پناهگاه یافت می‌شود و یکی از دلایل تأسیس این منطقهٔ حفاظت‌شده بوده است. از دیگر پرندگان حاضر در این پناهگاه می‌توان به عقاب سرسفید، شاهین بحری، ماهی‌خور و چکاوک سوینسون اشاره کرد. تاکنون دست‌کم ۱۸۶ گونه پرنده در این پناهگاه شناسایی شده‌اند.
خرس سیاه لوئیزیانا، که از سال ۱۹۹۲ توسط دولت فدرال ایالات متحده به‌عنوان گونه‌ای در معرض تهدید طبقه‌بندی شده، حضور فعالی در محدودهٔ پناهگاه ملی حیات وحش بایو کوکودری دارد. این زیرگونهٔ خاص از خرس سیاه آمریکایی، پیش‌تر در بخش‌های وسیعی از جنوب ایالت لوئیزیانا، می‌سی‌سی‌پی و شرق تگزاس پراکندگی داشت. با این حال، تخریب زیستگاه، کاهش پوشش جنگلی، و گسترش فعالیت‌های انسانی منجر به محدود شدن قلمرو طبیعی آن شده است.
پناهگاه بایو کوکودری به‌عنوان بخشی از دالان جنگلی حیات وحش، نقش مهمی در حفظ پیوستگی زیستگاه‌های این گونه ایفا می‌کند. این منطقه، امکان جابه‌جایی ایمن جمعیت‌های پراکندهٔ خرس سیاه را در جنوب ایالات متحده فراهم می‌سازد و یکی از قطب‌های کلیدی در برنامه‌های احیا و حفاظت بلندمدت است.
افزون بر این، این پناهگاه از نظر بوم‌شناختی موقعیتی راهبردی دارد، چراکه جنگل‌های سخت‌برگ پایین‌دست آن به‌عنوان یکی از آخرین بازمانده‌های نسبتاً بکر جنگل‌های حاشیهٔ رود می‌سی‌سی‌پی شناخته می‌شود. تنوع زیستی و ساختار جنگلی این منطقه نه‌تنها به خرس سیاه، بلکه به طیف گسترده‌ای از پرندگان، دوزیستان و بی‌مهرگان نیز خدمات زیستگاهی ارائه می‌دهد.